# 텐더니스 (2009년 영화)
《텐더니스》(영어: Tenderness)는 오스트레일리아와 미국에서 제작된 존 폴슨 감독의 2009년 범죄 드라마 스릴러 영화이다. 러셀 크로 등이 출연하였고, 존 퍼노티 등이 제작에 참여하였다.

## 출연진
- 러셀 크로
- 존 포스터
- 소피 트라우브
- 로라 던
- 알렉시스 지나
- 아리아 버레이키스
- 마이클 켈리
- 팀 호퍼
- C. S. 리
- 타니아 클라크

## 기타 제작진
- 공동 제작: 샘 호프먼
- 협력 제작: 어맨다 하딩
- 배역: 어맨다 하딩, 어맨다 코블린
- 미술: 마크 프리드버그
- 의상: 에릭 데이먼
- 세트: 캐럴 실버먼